# الیچه بلاندی
الیچه بلاندی (ایتالیایی: Alice Bellandi؛ زادهٔ ۲۸ نوامبر ۱۹۹۸) جودوکار زن اهل ایتالیا است.